# Кагаме, Алексис
Алексис Кагаме (15 мая 1912, Kiyanza — 2 декабря 1981[…], Найроби) — африканский философ, лингвист, историк, поэт и католический священник. Его основным вкладом в историю стали исследования в области этноистории и этнофилософии (изучение национальных философских систем).
Как профессор-теолог, он провёл широкие исследования устной истории, традиций и литературы Руанды, так же написал несколько книг на эту тему на французском и на киньяруанда.
Кагаме также активно участвовал в политической деятельности, и некоторые европейские ученые считали его интеллектуальным лидером культуры и прав тутси в колониальной системе, начиная с 1940-х годов.

## Биография
Алексис Кагаме родился в Ньянзе, в семье придворных историков. Статус его семьи в королевстве Руанда был высок, так как они принадлежали к роду правящего класса, а также к группе Абиру, историкам при дворе мвами (короля). На момент рождения Кагаме Руанда являлась немецкой колонией, но мвами всё ещё обладал значительной властью, поскольку колониальные власти управляли страной опосредованно через него. Когда область перешла Бельгии, некоторым членам семьи пришлось обратиться в католицизм.
После посещения миссионерской школы Кагаме учился в региональной семинарии Ньякибанды и был рукоположен в священники в 1941 году. За это время он успел побывать редактором важной католической газеты «Киньяматека» в 1940-х и 1950-х годах. В 1950 году он стал первым африканцем, получившим членство в Королевском колониальном институте (позже названном Королевской академией наук Бельгии).
Поворотный момент наступил в 1952 году, когда он написал «Кодекс политических институтов Руанды» (в поддержку своего друга короля Мутары III, который стал вызовом руандийской системе покровительственного правления. Колониальный режим счёл это угрозой их усилиям по контролю над королевством и заставил епископа отправить его в Рим. Там он отучился в Григорианском университете, получил докторскую степень по философии и стал членом Les Prêtres Noirs — группы африканских студентов-теологов, которые хотели использовать христианство в качестве основы для африканских националистических тенденций.
Вернувшись в Руанду в 1958 году, он стал учителем католической семинарии и видным членом движения за независимость. Это движение, несмотря на связи Кагаме с монархией тутси, могло спасти его во время восстания хуту под руководством Бельгии в 1959 году. Позже он стал одним из первых профессоров в новом университете Руанды (1963) и приглашённым профессором в университете Лубумбаши.
Кагаме собрал большое количество очень важных устных свидетельств у высокопоставленных руандийских чиновников доколониальной администрации Руанды. Но публиковал он только их краткие изложения и толкования, а не полные отчеты, потому что он обещал своим информаторам не раскрывать их до их смерти. Европейское католическое духовенство и бельгийская колониальная администрация не поддерживали ни его исследования, ни писательство. ни политику, так как они расходились с послевоенным проектом по смене режима в Руанде с королевской системы в пользу современной республиканской формы правления. В результате церковь и государство в разное время подвергали цензуре его публикации либо совсем не допускали к печати. Его расшифровка эзотерического кодекса руандийских королей 1945-го года настолько подрывал интересы бельгийской стороны, что его конфисковали колониальные военные. А опубликован он был только в 1964 году бельгийскими учёными, которые в то время отрицали, что расшифровка принадлежала Кагаме, хотя позднее они признали, что рукопись принадлежит именно ему. В попытках ограничить политическое влияние Кагаме, военная колониальная администрация несколько раз задерживала его и оставляла под домашним арестом.
После провозглашения независимости Руанды Кагаме стал активным сторонником африканизации христианства, постулируя актуальность миссионерских взглядов.
По словам его племянницы Луизы Мушикивабо, Кагаме был очень высоким, массивным и весёлым человеком с отличным чувством юмора, несмотря на его критические статьи.
Умер он неожиданно в 1981 году во время визита в Найроби.

## Политическая деятельность
По словам Клодин Видаль, главной целью Кагаме было создание конституционной монархии в своей стране. В исследованиях Кагаме описывал доколониальное руандийское общество, в котором клиентское хозяйство убухаке создало гармоничное общество, обеспечивающее легкую социальную мобильность. Позже он стал работать вместе с бельгийским антропологом Жаком Маке, который использовал тезисы Кагаме для написания более серьезных академических работ. Последующие исследования в значительной степени опровергли теорию Кагаме-Маке об идиллическом доколониальном обществе Руанды, обращая больше внимания на унизительный земельный договор убуретва, факт которого был проигнорирован Маке. Описание Кагаме стабильной, социально прогрессивной нации, а также его карты, показывающие экспансивное территориальное влияние, были использованы Руандийским патриотическим фронтом в конце 1990-х годов для оправдания своего правления и вторжения в восточную часть Демократической Республики Конго.

## Работы по лингвистике
Международная лингвистическая репутация Кагаме основывается главным образом на двух работах:
- La Philosophie Bantu-Rwandaise de l'Être (1956): анализ языка и культуры киньяруанда в связи с их концепцией «бытия».
- La Philosophie Bantu Comparée (1976): более широкое исследование, включающее все языки банту.

В этих работах Кагаме демонстрирует, что структура языков банту раскрывает сложную онтологию, обладающую уникальной африканской природой. Критики утверждают, что он связывает аристотелевские концепции с не-логичными структурами. Другими словами, языковая структура банту не была сознательно разработана, а развилась случайным образом в течение длительного периода времени и поэтому является причиной, а не следствием того, как люди думают.
- Un Abrégé de l’Ethno-histoire du Rwanda. Бутаре, Éditions Universitaires du Rwanda, 1972-75. 2 тома
- Introduction aux Grands Genres Lyriques de l’Ancien Rwanda. Butare, Éditions Universitaires du Rwanda, 1969
- Les Milices du Rwanda Précolonial. Брюссель, 1963

Он также написал несколько стихотворных сборников и перевёл Библию на язык киньяруанда.